# Мапастепек
Мапастепек (исп. Mapastepec) — малый город в Мексике, штат Чьяпас, входит в состав одноимённого муниципалитета и является его административным центром. Численность населения, по данным переписи 2020 года, составила 19 271 человек.

## Общие сведения
Название Mapastepec с ацтекского можно перевести как «гора енотов».
Поселение было основано в 1486 году ацтекскими переселенцами.
В 1611 году испанскими колонистами была проведена перепись 265 жителей этой деревни.
5 июля 1955 года, по указу губернатора Эфраина Аранда Оросио, Мапастепек получил статус вильи и становится административным центром одноимённого муниципалитета.